# محدودکننده جریان خطا
یکمحدودکننده جریان خطا دستگاهی است که جریان اتصال کوتاه (در شبکه انتقال و توزیع قدرت) را در حین خطا تشخیص می‌دهد و آن را محدود می‌کند. این دستگاه را می‌توان به دو دسته ابررسانا و غیر ابررسانا تفسیم نمود. با این حال برخی از محدودکننده‌های جریان خطا غیر ابررسانا (مانند سلف و مقاومت‌های متغیر) معمولاً کنترل کننده‌های جریان خطا نامگذاری می‌شوند.
انواع محدودکننده جریان خطا 
1. محدودکننده جریان خطا ابررسانا به دو نوع مقاومتی و سلفی تقسیم می‌شود.
2. محدودکننده جریان خطا غیر ابررسانا که انواع مختلفی دارند از جمله رآکتورهای محدودکننده جریان و Is-limiter که توسط شرکت ABB طراحی و ساخته شده‌است.